# Drniš
Drniš je grad u Hrvatskoj, koji se nalazi u Šibensko-kninskoj županiji.

## Opis
Drniš je smješten na sjeverozapadnom rubu Petrova polje, između planina Promine, Moseća i brda Kalun. Kroz grad teče rijeka Čikola, koja iz Petrova polja, podno drniške Gradine, ulazi u jedan od najsurovijih kanjona u Hrvatskoj. Prvi put se spominje 1494., a nastao je kao utvrda koju su izgradili Nelipići (Nelipčići) u 14. ili 15. stoljeću. Drniš je stekao svoj urbanitet i status centra drniškog područja za vrijeme osmanske vladavine i taj status zadržava do današnjih dana. Drniško područje obuhvaća ne samo Grad Drniš, već i susjedne općine Promina, Ružić i Unešić. Drniš je posebno poznat po drniškom pršutu i po slavnom kiparu Ivanu Meštroviću.

## Zemljopis
- Zemljopisna širina: 43° 51' 45N
- Zemljopisna dužina: 16° 9' 20E
- Nadmorska visina 278 – 330 m
- Vremenska zona: UTC+1 (+2 po ljetnom vremenu)

Drniš i šire područje lako su dostupni zbog jako dobrih cestovnih i željezničkih veza sa svim dijelovima Hrvatske. Od Šibenika do Drniša se stiže za 20-ak minuta lagane vožnje automobilom.
Klima ovog područja je submediteranska; vjetrovi koji pušu su: istočnjak, jugoistočnjak i zapadnjak, odnosno bura (velebitska i dinarska), jugo, te maestral (tzv. donjak).

## Stanovništvo

### Popis 1991.
| broj stanovnika | 11212 | 11653 | 11978 | 12865 | 14843 | 15606 | 14535 | 17502 | 18900 | 19382 | 19538 | 18466 | 15363 | 14733 | 8595  | 7498  | 6276  |
|                 | 1857. | 1869. | 1880. | 1890. | 1900. | 1910. | 1921. | 1931. | 1948. | 1953. | 1961. | 1971. | 1981. | 1991. | 2001. | 2011. | 2021. |

| broj stanovnika | 1383  | 1406  | 1459  | 1545  | 1769  | 1784  | 1921  | 2119  | 2597  | 2746  | 3207  | 3778  | 4035  | 4653  | 3332  | 3144  | 2752  |
|                 | 1857. | 1869. | 1880. | 1890. | 1900. | 1910. | 1921. | 1931. | 1948. | 1953. | 1961. | 1971. | 1981. | 1991. | 2001. | 2011. | 2021. |

## Povijest

### Prapovijest, stari i srednji vijek
Naseljenost drniškog područja datira iz paleolitika, a u starom vijeku bilo je granično područje između Delmata i Liburna. Stoga se oko Drniša nalazi niz delmatskih gradina. Na drniškom području su se smjestile ilirska i antička Promona, ilirski Sinodij, antički Magnum, te srednjovjekovno Brečevo. U Drnišu na lokaciji Fenčevina otkrivena je starohrvatska nekropola iz 9. do 11. stoljeća, dok su u Trbounju, na lokalitetu Crkvina, pronađeni ostaci starokršćanske crkve iz 4. do 6. stoljeća.
Duž rijeka Krke i ČIkole nalaze se ostaci brojnih srednjovjekovnih utvrda koje su izgradile hrvatske velikaške obitelji, među kojima se ističu Nelipići. Jedna od tih utvrda je i drniška Gradina, a najimpresivnija i najbolje sačuvana je utvrda Ključica.

### Kasni srednji vijek
Prvi pisani spomen Drniša potječe iz 15. stoljeća. Naime, u spisu šibenskog notara Georgija q. Lorenza (Grgo pok. Lovre) zabilježeno je da je 8. ožujka 1494. Rada, kći pok. Radivoja Rose, a udovica kamenara Jurja Crljenčića, prodala jedan vrt iznad Vrulje Petru sinu pok. Tome Vulodolovića iz drniškog podgrađa (sub urbum Dernis). To je dakle, za sada, krštenica Drniša koja otklanja mogućnost dosadašnjeg tumačenja postanka imena (etimologije) Dernis = vrata u polje (na perzijskom jeziku). Jedno etimološko tumačenje povezuje ime Drniš s praslavenskim jezikom, prema kojem naziv potječe od praslavenske riječi dérnъ (čita se 'dern'), koja znači 'drijen'. U tom bi kontekstu Drniš označavao područje bogato drijenom ili mjesto gdje drijen raste.

### Osmanska vlast
Prodiranje Turaka u Dalmaciju započinje već od 1415. godine od kada je ovaj kraj izložen kontinuiranoj pljački i paležu, a 1522. Drniš i susjedni gradovi Knin i Skradin padaju pod tursku vlast. Već od 1528. godine uspostavlja se stalna sudska ispostava – nahija u Drnišu. U tursko doba, do pred početak Kandijskog rata (1647.) Drniš je imao, po Elviji Čelebiji 200 – 300 domaćinstava i pet džamija. Grad je bio opskrbljen tekućom vodom s Promine, a na Čikoli je bilo nekoliko mostova od kojih se jedan vidi i na Justerovoj veduti iz 1708. g. U to vrijeme Drniš je imao status kasabe (varoši) i bio je središte nahije ili sudske ispostave u kojoj se nalazio naib (zamjenik kadije odnosno šef sudske ispostave) koji je bio podređen kadiji u Skradinu. U Drnišu je stolovao i dizdar (gradski kaštelan tj. zapovjednik posade u tvrđavi) kojem su bili podređeni vojvode i jasakčije (turski niži zapovjednici).
Čelebija za Drniš kaže da sjedište Hrvatskog vilajeta.

### Mletačka vlast
Mletačka Republika je zauzela Drniš 1664. godine (Kandijski rat), ali ga je ubrzo vratila (1670.) da bi ga konačno zauzela 1683. Mletački general Leonardo Foscolo dao je velikim dijelom porušiti drnišku utvrdu, ali su je ubrzo opet obnovili jer je sve do 1715. postojala opasnost od prodora Turaka. Prva drniška, u doba Mletaka, općinska zgrada bila je također na Gradini (danas ruševine kuće Nakić–Vojnović). Mletačka vlast uredila je posjedovne odnose (Mape Grimani) i organizirala određeni stupanj samouprave (Drniška liga) na čelu s guvernaturom (državna vlast), serdarom (narodni predstavnik) te harambašom i sucima koje bira narod, a država ih potvrđuje. Oni su bili podređeni kninskom providuru.
Prestankom turske opasnosti Drniš se "spušta" s Gradine, a prvi korak bio je izgradnja "palazzina" i "kvartira" 1786. Ti objekti su građeni u vojno-upravne svrhe, ali su označili početak novog Drniša s centrom na Poljani, gdje je i danas. Godine 1783. gradi se zgrada mletačkog suda (stara općinska zgrada), iza crkve sv. Ante, a 1790. kuće Milić-Štrkalj u donjem dijelu Drniša (u kojoj su odsjeli 1818. godine car Franjo I. i 1875. godine car Franjo Josip prigodom svojih posjeta Drnišu.

### Napoleonova Francuska i Austrija
Nakon Mletaka Drnišom vladaju Austrija (1798. – 1806.), pa na kratko Francuska (1806. – 1813.) i onda opet Austrija do 1918. U tom periodu dogodile su se značajne stvari za Drniš: 2. svibnja 1803. g. Drniš je dobio poštansku postaju: 1815 g. počinje kontinuirana nastava u drniškoj osnovnoj školi, iako je već 1708. godine zabilježeno da je fra Lovre Senetić podučavao čitanje i pisanje; Osnivanje Drniške glazbe 1864. g; otvaranje "Slavjanske narodne čitaonice" 25. veljače 1867. g.; Školske godine 1869./1870. talijanski jezik u školi je zamijenjen hrvatskim; Godine 1877. Drniš je dobio željeznički spoj sa Splitom i Šibenikom, zahvaljujući rudnicima mrkog ugljena u Siveriću koji su industrijalizirale ovaj kraj počevši od 1835. g.; 1908. g. Drniš je dobio tekuću vodu koju je do tada imao u Badnju od 1865. g. (Stara česma); Osnivanje Hrvatskog sokola 1901., a registriranog 1903.g. iz koga su se razvili svi sportovi, a također se unapređivao kulturno-prosvjetni rad; 17. prosinca 1905. osnovana je Općinska štedionica s ciljem unapređenja poljoprivrede i šumarstva drniškog kraja; 1909. g. počinje se upotrebljavati hrvatski jezik u uredima i školama. Eksploatacija boksita u Kalunu počela je 1910. g.

### Jugoslavije
Nakon završetka Prvog svjetskog rata i propasti Austro-ugarske monarhije Drniš ulazi u sastav novoproglašene Države Slovenaca, Hrvata i Srba, no ubrzo biva okupiran od vojske Kraljevine Italije. Nakon potpisivanja Rapalskog ugovora Talijani se povlače iz Drniša i on 1921. godine ulazi u sastav Kraljevine Srba, Hrvata i Slovenaca odnosno Kraljevine Jugoslavije (od 1929. do 1941. g.). U periodu Kraljevine, Drniš je dobio radio postaju 1923. g. koja je ubrzo ugašena, električnu struju i telefon 1925.,a te godine završena je i željeznička pruga prema Zagrebu. U Drugom svjetskom ratu, Drniš je poprište sukoba ustaša, partizana i četnika, koje su poticali Talijani i Nijemaci. Zajednički život Hrvata i Srba u socijalističkoj Jugoslaviji trajao je do 1990. godine kada su provedeni prvi parlamentarni izbori, koji su rezultirali proglašenjem Republike Hrvatske.

### Neovisna Hrvatska
Velikosrpska pobuna uz pomoć JNA i velikosrpskih dragovoljaca iz Srbije, BiH i Crne Gore širila se iz žarišta pobune oko Knina. Drniš je godinu dana nakon izbijanja velikosrpske balvan-revolucije ostao slobodan kraj. Rujanski rat zahvaćao je i ovaj kraj. Diljem Hrvatske velikosrbi su napadali veće gradiće. 15. rujna sirene su oglasile opasnost i stanovnici drniškog kraja proveli su cijelu noć u skloništima. Napad se tad nije dogodio. 16. rujna Centar za obavješćivanje dao je znak za zračnu opasnost za cijelo drniško područje. U 16:45 drniški su kraj velikosrpske snage napale iz minobacača i tenkova, a potom i iz višecijevnih raketnih bacača. Napadnuti su Drniš, Oklaj, Siverić i ostala drniška naselja, a čini se da je najveći opseg napada bio ka Siveriću, na što su ukazivali veliki oblaci dima i prašine. U predvečerje stiglo je i zrakoplovstvo JNA. U Puljanima na Promini pale su prve žrtve. To su bili drniški policajac Šime Grabić te četvero civila među kojima i jedno dijete: Mate Burnać, Kata Pokrovac i Marija Verović, a 12-godišnju Mariju Pokrovac pogodila je u Oklaju na mjesnom groblju sv. Mihovila za vrijeme obreda sprovoda. Još iste noći na 17. rujna, veliki je zbjeg Hrvatskoj odanih civila krenuo prema prema Zagori. Žene, djeca, starci i bolesnici, svaki tek s vrećicom u ruci, pješice su otišli su u nepoznato. Iz svojih domova pošli su u selo Knezovi pa se se iz sela spustili niz kanjon rijeke Čikole. Srećom je te godine Čikola presušila pa su prešli suho korito zaputili se ka Žitniću, do Pakova Sela i Pokrovnika. Otamo su ka sigurnoj obali otišli vlakom i autobusima. Ukupno je izbjeglo i protjerano 17.000 osoba. U izbjeglištvu su bili 5 i pol godina bili su po hotelima, od Solarisa i Šibenika, preko Medene u Trogiru, Marjana, Zente, Duilova i Lava u Splitu do Sutjeske u Baškoj Vodi te diljem Hrvatske. Dio je stanovnika odlučio ostati u svojim domovima. Drniš je za velikosrpske četverogodišnje okupacije vidio brojna ubojstva, paleža, pljački, razaranja kulturnih spomenika, crkvi, tvornica i domova Drnišana. Većim je dijelom grad spaljen i razrušen. Procjene ratnih šteta takve su da Drniš svrstavaju na drugo mjestu u Hrvatskoj, odmah iza Vukovara. Ratno djelovanje na drniškom području napravilo je štetu veću od sto milijuna eura. 
Malo prije Oluje, stanovništvo koje je izabralo velikosrpsku opciju poslušalo je zapovijed pobunjeničkog političkog i vojnog vrha o evakuaciji. Nakon oslobađajuće vojno-redarstvene akcije Oluja 5. kolovoza 1995., Drniš je oslobođen. Vrlo malo stanovnika dočekalo je oslobođenje. Među njima bilo je i Hrvata i Srba. Nakon oslobođenje se Drnišani konačno počinju vraćati svojim spaljenim i uništenim domovima. Obnova drniškog kraja trajala je godinama.

## Ivan Meštrović i Drniš
Ivan Meštrović je svoj zavičaj obogatio s nekoliko arhitektonskih djela u njegovim Otavicama, kao i brojnim skulpturama i slikama u gradu Drnišu. Tako se u postavu Gradskog muzeja Drniš nalazi Zbirka Ivana Meštrovića s ukupno 83 predmeta, od čega je 50-tak njegovih radova, dok su fontana 'Vrelo života', reljefi 'Orači' i 'Sveti Roko', te skulptura 'Majka s djetetom' postavljeni na javnim površinama grada. Skulptura 'Sveti Ante' smještena je ispred istoimene crkve, a skulptura 'Gospa Petropoljka' nalazi se na oltaru župne crkve Gospe od Ružarija.

## Zaštitnik grada
Sveti Roko zaštitnik je Drniša od 1731. godine kada je gradom harala kuga. Nakon smrti velikog broja stanovnika Drnišani su podigli kapelu u čast sv. Roka koja je prerasla u crkvu. Ivan Meštrović u bronci je uradio reljef koji predstavlja svetog Roka kojemu pas liže ranu. To će kasnije poslati i službeni grb Drniša.

## Spomenici i znamenitosti
- Gradina Drniš
- Tvrđava Kamičak
- Utvrda Ključica
- Utvrda Nečven
- Utvrda Bogočin – Vilin Grad
- Poljana centar
- djela Ivana Meštrovića
- ostaci minareta jedne od nekadašnjih pet drniških džamija iz turskog doba
- Visovac
- Roški slap
- Drniški pršut
- Umijeće izrade bukare i suska[29]
- Pikuća – dječja pastirska igra[30]

U gradu Drnišu danas se nalaze četiri katoličke crkve:
- Crkva Sv. Ante Padovanskog, sagrađena sredinom 16. stoljeća
- Crkva Sv. Roka, druga je područna crkva u Drnišu. Sagrađena je 1731. godine u godini velike epidemije kuge.
- Župna Crkva Gospe od Ružarija (Ružarja) nalazi se u samom središtu Drniša. Sagrađena je u vremenu od 1871. – 1886. godine
- Crkva Sv. Ivana Krstitelja s gradskim grobljem u Badnju koja je postojala još u srednjem vijeku.

U gradu postoje i dvije pravoslavne crkve: 
- Crkva Uspenja Presvete Bogorodice u Drnišu sagrađena je početkom 20. stoljeća prema projektima Ć.M. Ivekovića.
- Sv. Aranđel Mihailo, pravoslavna grobljanska crkva na izlazu iz Drniša prema Splitu.[31]

## Galerija
- Drniška Gradina – utvrda oko koje je nastao Drniš
- Pogled s drniške Gradina na kanjon Čikole
- Vrelo života – Ivan Meštrović (1906.)
- Minaret – jedini u Hrvatskoj sačuvani minaret iz osmanskog razdoblja
- Crkva svetog Ante Padovanskog – Izgrađena je sredinom 16. st. kao džamija Halila hodže. Franjevci s Visovca pretvaraju je krajem 17. st. u crkvu.
- Župna crkva Gospe od Ružarija (Rožarija) nalazi se u središtu Drniša, a izgrađena je u razdoblju od 1871. do 1886. godine.
- Gradski park u Drnišu, maglovito zimsko jutro

## Obrazovanje
- Osnovna škola "Antun Mihanović-Petropoljski"
- Srednja škola "Ivan Meštrović"
- Glazbena škola "Krsto Odak"
- Tamburaški orkestar "Krsto Odak"
- Gradski puhački orkestar Drniš
- Gradski pjevački zbor "Neuma"
- Pučko otvoreno učilište "Drniš"

## Šport
- HNK DOŠK Drniš
- Košarkaški klub DOŠK
- Karate klub Drniš
- Planinarsko društvo Promina

## Gospodarstvo
- Drniš commerce – tvrtka za transport i trgovinu
- Girk Kalun d.d. – vapno kamen beton
- Aluflexpack Novi – tvornica fleksibilne ambalaže na bazi aluminija
- Drnišplast – proizvodnja polietilenskih cijevi
- Dalmacijavino Split R.J. Drniš – proizvodnja vina
- Karbon d.d. – proizvodnja građevinskog ljepila i žbuke
- Mikrosiverit Za Dom d.o.o. – eksploatacija kamena i proizvodnja građevinskog materijala
- IPak – proizvodnja mlijeka i mliječnih proizvoda
- JKP "Rad" – komunalno poduzeće
- Beton Lučko d.o.o.
- DALMATI d.o.o. – etnografsko-turističko naselje
- Hotel Park

## Udruge
- Udruga "Žena" Drniš
- Udruga proizvođača drniškog pršuta
- Udruga vinogradara "Debit" Drniš
- Udruga proizvođača mlijeka "Čikola"
- Drniške mažoretkinje
- Kinološka udruga "Drniš"
- Lovačko društvo "Kamenjarka" Drniš
- DVD Drniš

### Članci
- Dragić, Marko. 2013. Sveti Rok u tradicijskoj katoličkoj baštini Hrvata. Nova prisutnost. Kršćanski akademski krug. Zagreb. 11 (2): 165–182

## Vanjske poveznice
|  | Zajednički poslužitelj ima još gradiva o temi Drniš |

- Službene stranice Grada Drniša
- Turistička zajednica grada Drniša

|  | Portal Hrvatske: pristup člancima s tematikom o Hrvatskoj |